# Huellas de Teresa de Jesús

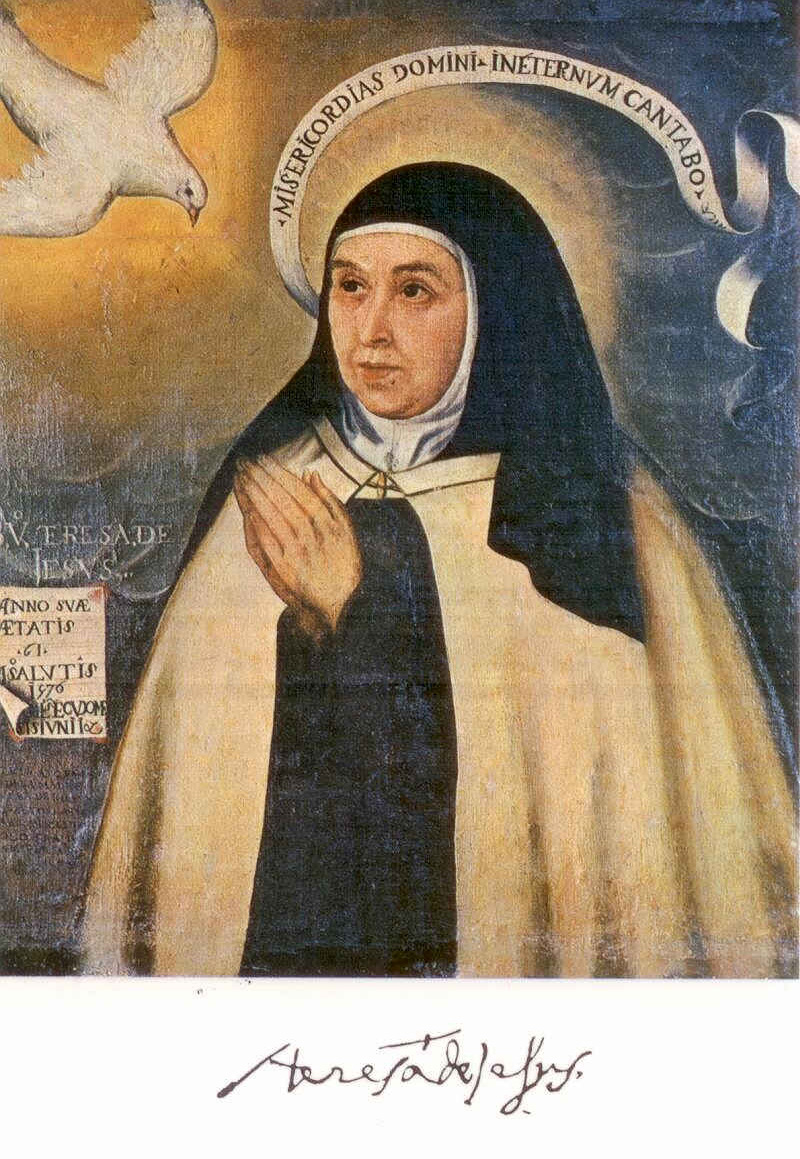
Santa Teresa en una copia de un original de Fray Juan de la Miseria.

Las Huellas de Teresa de Jesús es una ruta de peregrinación, turística, cultural y  patrimonial que reúne las 17 ciudades donde santa Teresa de Jesús dejó su "huella" en forma de fundaciones. La ruta no tiene un orden establecido o un tiempo limitado ya que cada peregrino o visitante puede realizarla cómo y en el tiempo que desee.
Fue creada en 2014 con motivo de la conmemoración del V Centenario del nacimiento de Santa Teresa en 2015 en la ciudad de Ávila. Se trata de una propuesta cultural y patrimonial para dar a conocer la obra y legado de la santa a través de la difusión de las distintas fundaciones conventuales que realizó.

## Fundaciones

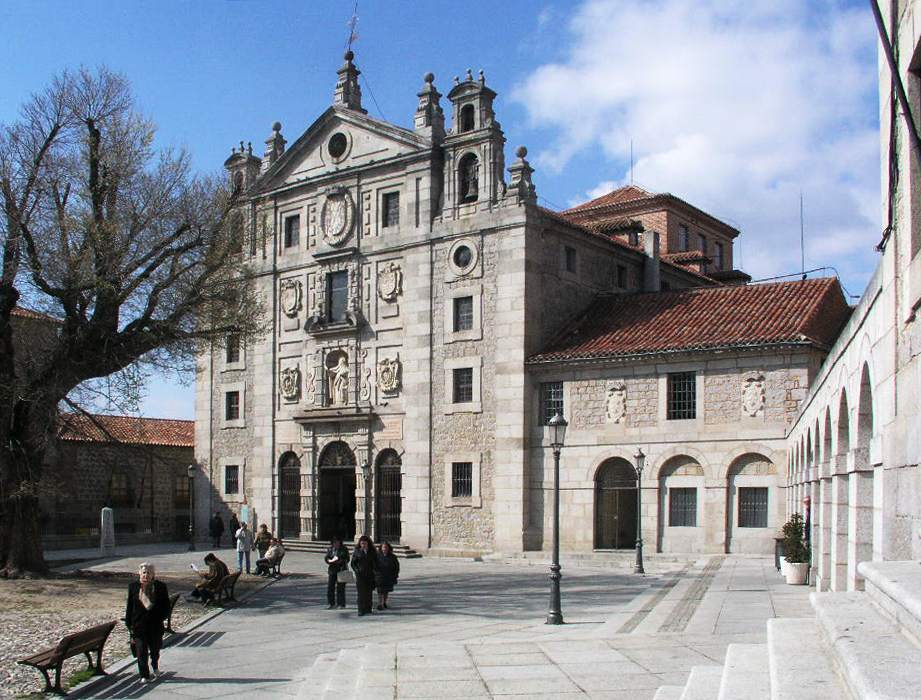
Convento de Santa Teresa.

Son 17 los lugares elegidos por santa Teresa de Jesús para dejar sus Huellas, viaje que comenzó en 1567 y que duró 20 años.
- Ávila (1562)
- Medina del Campo (1567)
- Malagón (1568)
- Valladolid (1568)
- Toledo (1569)
- Pastrana (1569)
- Salamanca (1570)
- Alba de Tormes (1571)
- Segovia (1574)
- Beas de Segura (1575)
- Sevilla (1575)
- Caravaca de la Cruz (1576)
- Villanueva de la Jara (1580)
- Palencia (1580)
- Soria (1581)
- Granada (1582)
- Burgos (1582)